# Pseudozarba regula
Pseudozarba regula là một loài bướm đêm trong họ Noctuidae.